# Thierry Machuel
 (mai 2023).
La mise en forme du texte ne suit pas les recommandations de Wikipédia : il faut le « wikifier ».
Les points d'amélioration suivants sont les cas les plus fréquents. Le détail des points à revoir est peut-être précisé sur la page de discussion.
- Les titres sont pré-formatés par le logiciel. Ils ne sont ni en capitales, ni en gras.
- Le texte ne doit pas être écrit en capitales (les noms de famille non plus), ni en gras, ni en italique, ni en « petit »…
- Le gras n'est utilisé que pour surligner le titre de l'article dans l'introduction, une seule fois.
- L'italique est rarement utilisé : mots en langue étrangère, titres d'œuvres, noms de bateaux, etc.
- Les citations ne sont pas en italique mais en corps de texte normal. Elles sont entourées par des guillemets français : « et ».
- Les listes à puces sont à éviter, des paragraphes rédigés étant largement préférés. Les tableaux sont à réserver à la présentation de données structurées (résultats, etc.).
- Les appels de note de bas de page (petits chiffres en exposant, introduits par l'outil «  Source ») sont à placer entre la fin de phrase et le point final[comme ça].
- Les liens internes (vers d'autres articles de Wikipédia) sont à choisir avec parcimonie. Créez des liens vers des articles approfondissant le sujet. Les termes génériques sans rapport avec le sujet sont à éviter, ainsi que les répétitions de liens vers un même terme.
- Les liens externes sont à placer uniquement dans une section « Liens externes », à la fin de l'article. Ces liens sont à choisir avec parcimonie suivant les règles définies. Si un lien sert de source à l'article, son insertion dans le texte est à faire par les notes de bas de page.
- La présentation des références doit suivre les conventions bibliographiques. Il est recommandé d'utiliser les modèles {{Ouvrage}}, {{Chapitre}}, {{Article}}, {{Lien web}} et/ou {{Bibliographie}}. Le mode d'édition visuel peut mettre en forme automatiquement les références.
- Insérer une infobox (cadre d'informations à droite) n'est pas obligatoire pour parachever la mise en page.

Pour une aide détaillée, merci de consulter Aide:Wikification.
Si vous pensez que ces points ont été résolus, vous pouvez retirer ce bandeau et améliorer la mise en forme d'un autre article.
 (mai 2023).
Si vous disposez d'ouvrages ou d'articles de référence ou si vous connaissez des sites web de qualité traitant du thème abordé ici, merci de compléter l'article en donnant les références utiles à sa vérifiabilité et en les liant à la section « Notes et références ».
Pour les articles homonymes, voir Machuel.
Thierry Machuel est un compositeur français né le 30 juin 1962 à Paris.

## Biographie
Compositeur. et pianiste français, Thierry Machuel a consacré la majeure partie de son travail à l’art choral, sur des textes d’auteurs contemporains dans de très nombreuses langues. Son répertoire met ainsi en valeur le lien spécifique entre poésie, langues et cultures, et tisse patiemment un répertoire choral concernant aujourd’hui plus d’une quarantaine de pays et territoires : France, Allemagne, Autriche, Russie, Italie, Espagne, Chili, Argentine, Portugal, Royaume-Uni, États-Unis, Canada, Cote d’Ivoire, République centrafricaine, Syrie, Palestine, Haïti, Île Maurice, Nouvelle-Calédonie, Guadeloupe, Martinique, Réunion, Saint-Pierre-Et-Miquelon, Hongrie, République tchèque, Slovénie, Slovaquie, Croatie, Bulgarie, Grèce, Malte, Chypre, Turquie, Lettonie, Lituanie, Estonie, Finlande, Japon, Roumanie, Pays basque, Israël, Danemark, Polynésie française, Guyane, Inde, Canada, Bretagne.
Il s'intéresse depuis longtemps aux textes de témoignage, écrits de Résistants ou de communautés ayant des expériences de vie singulières, comme ceux recueillis auprès de détenus entre 2008 et 2011 (coffret Clairvaux ; Or, les murs... , Grand Prix de l’Académie Charles Cros 2010 avec Julien Sallé). Premier compositeur reçu à la Villa Médicis (1996-98) et à la Casa de Velázquez (1999-2001) pour un projet exclusivement pour chœur a cappella, il s’est vu attribuer le prix Sacem/Francis et Mica Salabert de la musique vocale en 2008, la bourse de la Fondation Beaumarchais en 2009 et une commande du Ministère de la Culture en 2010 pour la création de son opéra Les lessiveuses, ainsi que le Grand Prix Lycéen des Compositeurs 2011 attribué à une très large majorité par les élèves et par leurs professeurs. Ses œuvres chorales sont chantées tant en Europe qu'en Asie ou aux Amériques. Plusieurs d'entre elles ont été étudiées par les lycéens français dans le cadre de l'option musicale du baccalauréat 2013 et 2014. En juin 2017, il a été nommé compositeur en résidence à la Villa Kujoyama (Kyoto, Japon) pour le printemps 2018. 
Il a mis en musique des textes de nombreux poètes à travers le monde, notamment Yves Bonnefoy, Langston Hughes, Paul Celan, Sophia de Mello Breyner, Ossip Mandelstam, Gabriela Mistral, Takuboku, Jaan Kaplinski, Guillevic, Amina Saïd, Erri De Luca, Daniela Attanasio, Jean-Yves Léopold, Mahmoud Darwich, Roberto Juarroz, Maram Al-Masri, Benoît Richter, Tanella Boni, José Angel Valente, Gérald Bloncourt, Kathleen Raine, Hélène et René-Guy Cadou, Rabindranath Tagore.
Ont dirigé ses partitions : Pierre Roullier, Mathieu Romano, Loïc Pierre, Eric Ericson, Emmanuèle Dubost, Sofia Söderberg, Tony Ramon, Raoul Lay, Valérie Fayet, Bernard Thomas, Christine Morel, Mathias Charton, Anne Koppé, Daniel Reuss, Cathy Tardieu, Frédéric Pineau, Marie Baudart, Laurence Equilbey, Marie-Hélène Pisson, Denis Gauthérie, Laetitia Casabianca, Aurore Tillac, Geoffroy Jourdain, Catherine Gaiffe, Patrick Sublaurier,  Alix Debaecker, Benoît Grenèche, Olivier Bardot… 
Co-initiateur du projet L’Europe de mes rêves en Haute-Normandie avec l’Education Nationale (2015-2017, partition en 27 langues mise à la disposition des enseignants des collèges sur le site de la FNCS), il accomplit depuis une dizaine d’années des actions éducatives portant sur la Résistance et la citoyenneté (oratorios Une femme de parole 2005, Une étoile errante 2006, Voir Ensemble Maintenant 2009-2011, Humanitudes 2012, Les droits et les devoirs du citoyen 2013, …à l’humaine condition …2015).
Compositeur invité dans plusieurs festivals depuis 2008 (Ombres et lumières à Clairvaux, Musique en Brocéliande, festival d’Auvers-sur-Oise, Florilège vocal de Tours, rencontres de chœurs d'enfants de Champcueil, PubliChorus, festival international de chorales scolaires d'Yvetot), il a créé l'ensemble vocal et instrumental Territoires du souffle, qui s’est produit notamment à la Cité de la musique (Paris), à la Cité de la voix (Vézelay) et au Collège des Bernardins, ainsi que le trio Yezh avec Caroline Chassany et Jean-Luc Tamby. Il a édité à l'automne 2017 une anthologie de poésie du monde sous la forme d'un livre-CD publié aux éditions Bruno Doucey, qui vient d'obtenir un coup de cœur Charles Cros.
Les enregistrements de ses œuvres sont soutenus depuis 2003 par la Fondation pour l'Art et la Recherche.

## Œuvres
- Nah sind wir, Herr, sur un texte en allemand de Paul Celan, pour 7 voix d'hommes (1991)
- Nocturne Liron sur un texte de Yannick Liron, pour chœur mixte (2000)
- Einmal, da hörte ich Ihn, sur un texte en allemand de Paul Celan, pour soprano et clarinette (2001)
- Nocturne Richter sur un texte de Benoît Richter, pour grand chœur mixte (1999/2003)
- Nocturne Tagore sur un texte de Rabindranath Tagore, pour chœur mixte (2001)
- Dark like me, sur des textes en anglais de Langston Hughes, pour grand chœur à voix mixtes (2002)
- Jiv, sur des textes en russe d'Ossip Mandelstam, pour chœur mixte (2003)
- Cantos verticales, sur des textes en espagnol de Roberto Juarroz, pour chœur d'enfants et quatuor à cordes (2003)
- Un étranger avec, sous le bras, un livre de petit format, sur des textes en français et en espagnol d'Edmond Jabès, pour 12 voix mixtes (2003)
- Une femme de parole, sur des textes en portugais de Sophia de Mello Breyner, oratorio, pour chœur mixte et ensemble instrumental (2005)
- L'Encore aveugle, sur des textes d'Yves Bonnefoy, oratorio, pour chœurs mixtes et orchestre (2007)
- Voir, Ensemble, Maintenant, sur des textes de Guillevic, 3 cantates pour solistes et instruments (2008)
- Les mouvements du chœur dans le frisson du saule, sur des textes de Jean-Yves Léopold, oratorio pour chœur mixte a cappella (2008)
- Le panoptique de Jérémie Bentham, opéra de chambre, pour solistes, chœur et instruments (2008)
- Nocturnes de Clairvaux, sur des textes de détenus de Clairvaux et de moines de Cîteaux, pour chœur mixte (2008-2009)
- Paroles contre l'oubli, sur des textes en français et en basque de détenus de la centrale de Clairvaux (2009)
- Amal waqti, sur des textes en arabe de Mahmoud Darwich, pour voix et cornet à bouquin (2010)
- Les parloirs, sur des textes de détenus de Clairvaux, opéra choral pour chœur mixte et ensemble instrumental (2011)
- Les lessiveuses, sur des paroles de mères de détenus collectées par Y.Zoutat, opéra de chambre pour trois voix et trois instruments (2013)
- Le duplicateur, sur un livret de Benoît Richter, opéra choral pour chœur mixte et trois instruments (2014)
- Trilogie de la détention : Les parloirs, Les lessiveuses, Les victimes, sur des textes de détenus, de mères de détenus et de victimes, pour ensemble vocal et instrumental (2016)
- L'Europe de mes rêves, sur des textes de collégiens mis en livret par le compositeur, dans 27 langues, pour soprano, chœur d'enfants, chœur d'adultes et piano (2017)
- Les Passe-Voix , étudiants et lycéens dans une aventure musicale et humaine menée sous la houlette du compositeur Thierry Machuel. « les paroles réelles des détenus et en écho celles de leurs mères mais aussi celles des victimes» . (2018)

## Discographie
- Psalm - Éditions Label Inconnu, distribution sous licence Naïve (septembre 2004)
- Sur la terre simple - Éditions Label Inconnu, distribution Codæx (mai 2009)
- Nativités profanes - Éditions Label Inconnu, distribution Codæx (janvier 2010)
- Clairvaux, or les murs - Éditions Aeon, distribution Harmonia Mundi (septembre 2010)
- Lucis memoria" - Éditions Carmen-Forté & label inconnu (novembre 2011)
- Voir, Ensemble, Maintenant - Éditions Carmen-Forté & label inconnu (mai 2012)
- Sélection d'œuvres de T.Machuel imposées au Baccalauréat 2013 et 2014 - Éditions Carmen-Forté & label inconnu
- Outre-chœur – 20 poètes du monde entier par la musique et le chant - Éditions Bruno Doucey, livre-CD (novembre 2016)